# Mackenzie Crook
Paul James „Mackenzie” Crook (n. 29 septembrie 1971, Maidstone, Anglia, Regatul Unit) este un actor, comic, regizor și scenarist englez. A jucat rolul lui Gareth Keenan în The Office, Ragetti în filmele Pirații din Caraibe, Orell în serialul HBO Urzeala tronurilor și rolul principal titular în serialul Worzel Gummidge din 2019. De asemenea a creat și este vedeta serialului de pe BBC Four, Detectorists (2014–2017), pentru care a câștigat patru premii BAFTA. De asemenea, a interpretat roluri majore în serialul TV fantastic Britannia.

## Filmografie

### Film
| An   | Titlu                                        | Rol                          | Note                                                |
| ---- | -------------------------------------------- | ---------------------------- | --------------------------------------------------- |
| 1996 | The Man who Fell in Love with a Traffic Cone | The Man                      | Scurt-metraj                                        |
| 1998 | Still Crazy                                  | Dutch Kid                    |                                                     |
| 2002 | Ant Muzak                                    | Gary Tibbs                   | Scurt-metraj                                        |
| 2003 | Pirații din Caraibe: Blestemul Perlei Negre  | Ragetti                      | Nominalizare – Empire Award for Best Newcomer       |
| 2003 | The Gathering                                | The Gathering                |                                                     |
| 2004 | Neguțătorul din Veneția                      | Launcelot Gobbo              |                                                     |
| 2004 | Sex Lives of the Potato Men                  | Ferris                       |                                                     |
| 2004 | Viața și moartea lui Peter Sellers           | Car Salesman                 |                                                     |
| 2004 | Churchill: The Hollywood Years               | Jimmy Charoo                 |                                                     |
| 2004 | În căutarea Tărâmului de Nicăieri            | Mr. Jaspers                  |                                                     |
| 2004 | Blake's Junction 7                           | Servalan                     | Scurt-metraj                                        |
| 2005 | Spider-Plant Man                             | Scientist                    | Scurt-metraj                                        |
| 2005 | Frații Grimm                                 | Hidlick                      |                                                     |
| 2006 | Tărâmul orbilor                              | Editor                       |                                                     |
| 2006 | Pirații din Caraibe: Cufărul omului mort     | Ragetti                      |                                                     |
| 2006 | World of Wrestling                           | Glorious George              | Scurt-metraj                                        |
| 2007 | Quest for a Heart (Original: Röllin sydän)   | Rölli (voce)                 | Versiunea în limba engleză a originalului finlandez |
| 2007 | Iubitul mamei mele                           | Producător                   |                                                     |
| 2007 | Pirații din Caraibe: La capătul lumii        | Ragetti                      |                                                     |
| 2007 | O vrem pe Candy                              | Dulberg                      |                                                     |
| 2008 | Three and Out                                | Paul Callow                  |                                                     |
| 2008 | Ember - Orașul din adâncuri                  | Looper                       |                                                     |
| 2009 | Solomon Kane                                 | Father Michael               |                                                     |
| 2010 | Sex & Drugs & Rock & Roll                    | Russell Hardy                |                                                     |
| 2011 | Ironclad                                     | Daniel Marks                 |                                                     |
| 2011 | Aventurile lui Tintin: Secretul Licornului   | Tom (voce)                   |                                                     |
| 2012 | O vreme perfectă pentru o nuntă              | David Dakin                  |                                                     |
| 2012 | I am Tom Moody                               | Tom Moody (voce)             |                                                     |
| 2013 | In Secret                                    | Grivet                       |                                                     |
| 2013 | One Chance                                   | Braddon                      |                                                     |
| 2014 | Muppets Most Wanted                          | Silent Guard at Prado Museum |                                                     |
| 2018 | Christopher Robin                            | Newspaper Seller             |                                                     |

### Televiziune
| An        | Titlu                   | Rol                         | Note |
| --------- | ----------------------- | --------------------------- | --- |
| 1998      | The Eleven O'Clock Show | Rolul său                   | |
| 2001–2003 | The Office              | Gareth Keenan               | 14 episoade Nominalizare – British Comedy Award for Best Comedy Newcomer                                                                          |
| 2003      | Spine Chillers          | Grishnack                   | Episodul: "Goths" |
| 2005      | Monkey Trousers         | Personaje diverse           | |
| 2006      | Popetown                | Personaje diverse           | Numai voce De asemenea, scriitor |
| 2006      | Modern Toss             | Personaje diverse           | Numai voce |
| 2008      | Little Dorrit           | Harris                      | 1 episod |
| 2008      | Love Soup               | Marty Cady                  | Episodul: "Human Error" |
| 2009      | Merlin                  | Cedric                      | Episodul: "The Curse of Cornelius Sigan" |
| 2009      | Demons                  | Gladiolus Thrip             | 2 episoade |
| 2009      | Skins                   | Johnny White                | 2 episoade |
| 2010      | Chekhov Comedy Shorts   | Murashkin                   | Episodul: "A Reluctant Tragic Hero" |
| 2010      | Accused                 | Lance Corporal Alan Buckley | Episodul: "Frankie's Story" |
| 2013      | Game of Thrones         | Orell                       | 6 episoade Nominalizare – Screen Actors Guild Award for Outstanding Performance by an Ensemble in a Drama Series                                  |
| 2013      | Almost Human            | Rudy Lom                    | |
| 2013      | The Cafe                | Dave                        | 2 episoade |
| 2014–2017 | Detectorists            | Andy Stone                  | 19 episoade Scriitor și regizor BAFTA Television Craft Award for Best Writing in a Comedy Series BAFTA Television Award for Best Situation Comedy |
| 2015      | Ordinary Lies           | 'Paracetamol' Pete          | 6 episoade |
| 2015      | Yonderland              | Nester of Maddox            | 3 episoade |
| 2018–2021 | Britannia               | Veran/Harka                 | |
| 2018      | Watership Down          | Hawkbit                     | miniserial TV |
| 2019–2021 | Worzel Gummidge         | Worzel                      | 6 episoade Scriitor și regizor |